# Классические единые теории поля
Классические теории единого поля — попытки создать единую теорию поля, основанную на классической физике. В межвоенные годы ряд физиков и математиков пытались объединить теории гравитации и электромагнетизма. Эта работа подтолкнула развитие дифференциальной геометрии.
В данной статье описаны попытки сформулировать классическую (неквантовую) релятивистскую единую теорию поля. Описание классических релятивистских полевых теорий гравитации, не связанных с задачей объединения, дано в статье Альтернативные теории гравитации. Обзор работ по созданию квантовой теории гравитации дан в статье Квантовая гравитация.

## Обзор
Первые попытки создания единой теории поля начались с римановой геометрии общей теории относительности; были предприняты попытки включить электромагнитные поля в более общую геометрию, поскольку обычная риманова геометрия казалась неспособной выразить свойства электромагнитного поля. Не только Эйнштейн пытался объединить электромагнетизм и гравитацию; большое количество математиков и физиков, включая Германа Вейля, Артура Эддингтона и Теодора Калуцу, также пытались разработать подходы, которые могли бы объединить эти взаимодействия. Эти ученые предлагали несколько путей объединения, включая расширение основ геометрии и добавление дополнительного пространственного измерения.

## Ранние работы
Первые попытки предоставить единую теорию были сделаны немецким физиком Густавом Ми в 1912 году и Эрнстом Райхенбахером в 1916 году. Однако эти теории были неудовлетворительными, поскольку они не включали общую теорию относительности, которая еще не была сформулирована. Эти усилия, наряду с работами Рудольфа Ферстера, включали преобразование метрического тензора (который ранее считался симметричным и действительным) в асимметричный и/или комплексный тензор.

## Дифференциальная геометрия и теория поля
С 1918 по 1923 год существовало три различных подхода к теории поля: калибровочная теория Вейля, пятимерная теория Калуцы и аффинная геометрия Эддингтона. Эйнштейн переписывался с этими исследователями и сотрудничал с Калуцей, но ещё не был полностью вовлечён в усилия по объединению.

## Геометрия Вейля
Чтобы включить электромагнетизм в геометрию общей теории относительности, Герман Вейль работал над обобщением римановой геометрии, на которой основана общая теория относительности. Его идея заключалась в создании более общей геометрии бесконечно малого масштаба. Он отметил, что в дополнение к метрическому полю могут существовать дополнительные степени свободы вдоль пути между двумя точками на многообразии, и попытался использовать это предположение, введя базовый метод для сравнения мер локальных размеров вдоль такого пути в терминах калибровочного поля. Эта геометрия обобщала риманову геометрию в том смысле, что в дополнение к метрике g существовало векторное поле Q, которое порождало как электромагнитное, так и гравитационное поля. Эта теория была математически обоснованной, хотя и сложной, что приводило к сложным уравнениям высокого порядка. Вейлем и его коллегами были разработаны важнейшие математические составляющие этой теории —  лагранжиан и тензор кривизны. Затем Вейль провёл обширную переписку с Эйнштейном и другими физиками относительно физической обоснованности своей модели, и, в конечном итоге, пришёл к выводу, что эта теория физически несостоятельна. Однако позже принцип калибровочной инвариантности Вейля был применён в модифицированной форме к квантовой теории поля.

## Пятое измерение Калуцы
Подход Калуцы к объединению заключался во вложении пространства-времени в пятимерный цилиндрический мир, состоящий из четырёх пространственных измерений и одного измерения времени. В отличие от подхода Вейля, была сохранена риманова геометрия, а дополнительное измерение позволило включить в геометрию вектор электромагнитного поля. Несмотря на относительную математическую элегантность этого подхода, в сотрудничестве с Эйнштейном и его помощником Громмером было установлено, что эта теория не допускает неособого, статического, сферически-симметричного решения. Тем не менее эта теория оказала некоторое влияние на более поздние работы Эйнштейна и позже была развита Оскаром Клейном в попытке включить теорию относительности в квантовую теорию, что впоследствии получило название теория Калуцы — Клейна .

## Аффинная геометрия Эддингтона
Сэр Артур Стэнли Эддингтон был известным астрономом, который стал влиятельным пропагандистом общей теории относительности Эйнштейна. Он был одним из первых, кто предложил расширение теории гравитации на основе аффинной связи как поля фундаментальной структуры, а не метрического тензора, который был первоначальным центром общей теории относительности. Аффинная связь является основой для параллельного переноса векторов из одной точки пространства-времени в другую; Эддингтон предположил, что аффинная связь симметрична по своим ковариантным индексам, потому что казалось правдоподобным, что результат параллельного переноса одного бесконечно малого вектора вдоль другого должен дать тот же результат, что и перемещение второго вдоль первого. Позднее это предположение было пересмотрено.
Эддингтон подчеркивал то, что он считал эпистемологическими соображениями; например, он думал, что версия обще-релятивистского уравнения поля с космологической постоянной выражает способность Вселенной к «самоконтролю». Поскольку простейшая космологическая модель Вселенной Де Ситтера, представляет собой сферически-симметричную, стационарную замкнутую Вселенную (демонстрирующую космологическое красное смещение, которое более традиционно интерпретируется как следствие расширения), казалось, что она объясняет общую форму Вселенной.
Как и многие другие классические теоретики единого поля, Эддингтон считал, что в уравнениях Эйнштейна для общей теории относительности тензор энергии-импульса {\displaystyle T_{\mu \nu }}, который представляет материю / энергию, был просто предварительным, и что в действительно объединённой теории исходный член автоматически возник бы как некоторый аспект уравнений поля в свободном пространстве. Он также разделял надежду на то, что улучшенная фундаментальная теория объяснит, почему две известные тогда элементарные частицы (протон и электрон) имеют совершенно разные массы.
Уравнение Дирака для релятивистского квантового электрона заставило Эддингтона переосмыслить свое прежнее убеждение в том, что фундаментальная физическая теория должна основываться на тензорах. Впоследствии он посвятил свои усилия развитию «фундаментальной теории», основанной в основном на алгебраических понятиях (которые он назвал «E-фреймами»). К сожалению, его описания этой теории были отрывочными и трудными для понимания, поэтому очень немногие физики продолжали его работу.

## Геометрические подходы Эйнштейна
Когда эквивалент уравнений Максвелла для электромагнетизма формулируется в рамках общей теории относительности, энергия электромагнитного поля (эквивалентная массе, как можно было бы ожидать из знаменитого уравнения Эйнштейна E = mc 2) вносит вклад в тензор напряжений и, таким образом, в кривизну пространства-времени, которая является общерелятивистским представлением гравитационного поля; или, другими словами, определённые конфигурации искривлённого пространства-времени включают эффекты электромагнитного поля. Это предполагает, что чисто геометрическая теория должна рассматривать эти два поля как разные аспекты одного и того же основного явления. Однако обычная риманова геометрия не может описать свойства электромагнитного поля как чисто геометрическое явление.
Эйнштейн попытался сформировать обобщённую теорию гравитации, которая объединила бы гравитационные и электромагнитные силы (и, возможно, какие-то другие), руководствуясь верой в единое происхождение всего набора физических законов. Эти попытки первоначально были сосредоточены на дополнительных геометрических понятиях, таких как вербейны и «дальний параллелизм», но в конечном итоге сосредоточились на рассмотрении как метрического тензора, так и аффинной связности фундаментальных полей. Поскольку они не являются независимыми, метрическо-аффинная теория была несколько сложной. В общей теории относительности эти поля симметричны (в матричном смысле), но поскольку антисимметрия казалась существенной для электромагнетизма, требование симметрии было ослаблено для одного или обоих полей. Предложенные Эйнштейном уравнения единого поля, как правило, были выведены из вариационного принципа, выраженного в терминах тензора кривизны для предполагаемого многообразия пространства-времени.
В теориях поля такого рода частицы появляются как ограниченные области в пространстве-времени, в которых напряженность поля или плотность энергии особенно высоки. Эйнштейну и его соавтору Леопольду Инфельду удалось продемонстрировать, что в окончательной версии теории единого поля Эйнштейна истинные сингулярности поля действительно имеют траектории, напоминающие точечные частицы. Однако сингулярности — это места, где уравнения не работают, и Эйнштейн считал, что в окончательной теории законы должны применяться повсюду, причем частицы являются солитоноподобными решениями уравнений поля. Кроме того, крупномасштабная топология Вселенной должна налагать ограничения на решения, такие как квантование или дискретные симметрии.
Степень абстракции в сочетании с относительной нехваткой хороших математических инструментов для анализа систем нелинейных уравнений затрудняет связь таких теорий с физическими явлениями, которые они могут описывать. Например, было высказано предположение, что кручение (антисимметричная часть аффинной связи) может быть связано с изоспином, а не с электромагнетизмом; это связано с дискретной (или «внутренней») симметрией, известной Эйнштейну как «дуальность поля смещения».
Эйнштейн становился все более изолированным в своих исследованиях по обобщённой теории гравитации, и большинство физиков считают его попытки в конечном итоге безуспешными. В частности, его стремление к объединению фундаментальных сил игнорировало достижения в квантовой физике, в первую очередь открытие сильного и слабого ядерного взаимодействия.

## Чисто-аффинная теория Шрёдингера
Вдохновлённый подходом Эйнштейна к единой теории поля и идеей Эддингтона об аффинной связи как единственной основе дифференциально-геометрической структуры пространства-времени, Эрвин Шредингер с 1940 по 1951 год тщательно исследовал чисто аффинные формулировки обобщённой теории гравитации. Хотя первоначально он предполагал симметричную аффинную связность, позже, как и Эйнштейн, он рассматривал несимметричное поле.
Самым поразительным открытием Шрёдингера во время этой работы было то, что метрический тензор был индуцирован на многообразии с помощью простой конструкции из тензора кривизны Римана, который, в свою очередь, был полностью сформирован из аффинной связности. Кроме того, использование этого подхода с простейшей возможной основой для вариационного принципа привело к уравнению поля, имеющему форму общерелятивистского уравнения поля Эйнштейна с автоматически возникающим космологическим членом.
Скептицизм Эйнштейна и критика других физиков обескуражили Шредингера, и его работы в значительной степени игнорировались.

## Последующие работы
После 1930-х годов над классической унификацией работало все меньше учёных. Это было связано с разработкой квантовых описаний негравитационных фундаментальных сил. Эйнштейн продолжал свои попытки теоретически объединить гравитацию и электромагнетизм до самой смерти, но его результаты не находили признания у физиков. 
С другой стороны, большинство физиков в конечном итоге отказались от классических единых теорий. Текущие основные исследования унифицированных теорий поля сосредоточены на проблеме создания квантовой теории гравитации и объединения с другими фундаментальными теориями в физике, которые все являются квантовыми теориями поля. Некоторые теории, такие как теория струн, пытаются объединить эти два подхода. Из четырёх известных фундаментальных сил, гравитация остаётся единственной, которую не удаётся объединить с остальными.
Хотя время от времени предлагаются новые «классические» теории единого поля, часто включающие нетрадиционные элементы, такие как спиноры, ни одна из них ещё не получила широкого признания физиков.

### Комментарии
1. ↑  
Эйнштейн отмечал'"`UNIQ--ref-00000009-QINU`"': Большинство смотрит на меня как на какую-то окаменелость, ослепшую и оглохшую от старости. Мне эта роль представляется не слишком неприятной, поскольку довольно хорошо соответствует моему темпераменту.